# Klein-Nicobar
Klein-Nicobar is een eiland behorende bij de Indiase eilandengroep de Nicobaren. Het ligt iets ten noorden van Groot-Nicobar, het grootste en zuidelijkste eiland van de Nicobaren.
Klein-Nicobar heeft een oppervlakte van 140 km², maar is nauwelijks bewoond. Rondom het eiland liggen enkele kleinere eilanden. Volgens de volkstelling van 2011 wonen er 278 mensen in 59 huishoudingen. De drie belangrijkste nederzettingen op het eiland zijn Pulopanja, Puloulo en Makhahu (met haven). Mount Deoban is op 435 m het hoogste punt van Klein-Nicobar.